# Vilcabambabuschammer
Die Vilcabambabuschammer (Atlapetes terborghi) ist eine wenig erforschte Singvogelart aus der Gattung der Buschammern (Atlapetes). Sie kommt in der Region Cusco in den peruanischen Anden vor. Das Artepitheton ehrt John Terborgh, der die Typusexemplare gesammelt hatte.

## Merkmale
Die Vilcabambabuschammer erreicht eine Körperlänge von 17 cm. Sie ist eine dunkle Art mit einer gelben Unterseite. Der Bereich vom Oberkopf bis zum Nacken ist rötlich, wobei die Stirn am dunkelsten ist. Das Gesicht, einschließlich der Zügel, der Überaugenstreif und die Ohrdecken sind schwärzlich. Die Oberseite ist schwärzlich mit einer olivfarbenen Verwaschung, die sich vom Rücken bis zu den Oberschwanzdecken erstreckt. Der Bürzelbereich ist mehr olivfarben. Die Oberflügel und der Schwanz sind schwärzlich. Die Schwanzfedern haben olivfarbene Säume. Die Unterseite ist von der Kehle bis zu den Unterschwanzdecken gelb. Brust und Flanken haben eine grünliche Tönung. Die Iris ist dunkelbraun. Der Schnabel ist schwarz. Die Beine sind schwärzlich. Die Geschlechter sehen gleich aus. Die juvenilen Vögel sind unbeschrieben.

## Vorkommen

Verbreitungsgebiet (grün) der Vilcabambabuschammer in Peru

Die Vilcabambabuschammer ist in der Cordillera de Vilcabamba östlich des Río Apurímac im Westen der Region Cusco im südlichen Peru endemisch.

## Lebensraum und Lebensweise
Die Vilcabambabuschammer bewohnt feuchte Bergregenwälder und Elfenwälder in Höhenlagen von 2520 bis 3520 m. Die im Juli gesammelten Exemplare waren in Brutbereitschaft, was darauf hindeutet, dass die Brutsaison während der Trockenzeit ist. Über die Lebensweise der Vilcabambabuschammer ist nichts bekannt.

## Systematik
Im Juli 1967 sammelten John Terborgh und John Seddon Weske die fünf Typusexemplare der Vilcabambabuschammer, die 1993 von James V. Remsen als Unterart der Rotnacken-Buschammer (Atlapetes rufinucha) beschrieben wurden. In einer Mitochondrialen DNA-Sequenzanalyse legten Jaime García-Moreno und Jon Fjeldså im Jahr 1999 dar, dass die Vilcabambabuschammer eine valide, eigenständige Art ist und dass ihren nächsten Verwandten die Schwarzbrillen-Buschammer (Atlapetes melanopsis), die Schieferbuschammer (Atlapetes canigenis) und die Schwarzgesicht-Buschammer (Atlapetes melanolaemus) sind.